# Điện ảnh Albania
Điện ảnh Albania (tiếng Albania: Kinemaja Shqiptare) là tên gọi ngành công nghiệp Điện ảnh Albania từ 1911 đến nay.

## Lịch sử hình thành và phát triển
- Thời kỳ sơ khai
- Cộng hòa Nhân dân Albania
- Cộng hòa Albania

### Phim nổi tiếng
- The Great Warrior Skanderbeg (1953)
- Fëmijët e saj
- Tana
- Beni ecën vetë (1975)
- Zana dhe Miri (1975)
- Kapedani
- Udha e shkronjave (1978)
- Ballë për ballë (1979)
- Agimet e stinës së madhe (1981)
- Dora e ngrohtë (1983)
- Kohë e largët (1983)
- Tela për violinë (1987)
- Kolonel Bunker
- Parullat
- Dasma e Sakos
- Tirana Year Zero
- Porta Eva